# تشارلز شابمان (معلم موسيقى)
تشارلز شابمان (بالإنجليزية: Charles Chapman)‏ هو عازف جاز أمريكي، ولد في عقد 1950، وتوفي في 15 يوليو 2011.